# گلجه (ابهر)
گلجه روستایی از توابع بخش مرکزی شهرستان ابهر در استان زنجان ایران است.
این روستا شرقی ترین نقطه استان زنجان از لحاظ مختصات جغرافیایی و مسکونی بودن است.

## جمعیت
این روستا در دهستان حومه قرار دارد و براساس سرشماری مرکز آمار ایران در سال ۱۳۸۵، جمعیت آن ۶۸ نفر (۱۹خانوار) بوده‌است.